# Lhung Baro
Lhung Baro is een bestuurslaag in het regentschap Aceh Barat Daya van de provincie Atjeh, Indonesië. Lhung Baro telt 535 inwoners (volkstelling 2010).